# Echinopsis conaconensis
Echinopsis conaconensis ist eine Pflanzenart aus der Gattung Echinopsis in der Familie der Kakteengewächse (Cactaceae). Das Artepitheton conaconensis verweist auf das Vorkommen der Art nahe der Eisenbahnstation Cona-Cona im bolivianischen Departamento Cochabamba.

## Beschreibung
Echinopsis conaconensis wächst einzeln oder verzweigt von der Basis mit oft mehreren, aufrechten Zweigen. Die  zylindrischen Triebe weisen Durchmesser von bis zu 15 Zentimetern auf. Es sind etwa 17 Rippen vorhanden. Die auf ihnen befindlichen grauen Areolen sind nur wenig behaart. Aus ihnen entspringen etwa 18 nadelige, borstige und stechende Dornen, die weißlich und bis zu 15 Zentimeter lang sind.
Die breit trichterförmigen, dunkel cremefarbenen Blüten erscheinen zu mehreren im Bereich des Triebscheitels. Sie sind 11 bis 15 Zentimeter lang und besitzen einen Durchmesser von bis zu 12 Zentimetern.

## Verbreitung und Systematik
Echinopsis conaconensis ist im bolivianischen Departamento Cochabamba in Hochlagen der Anden um 3700 Meter verbreitet.
Die Erstbeschreibung als Trichocereus conaconensis durch Martín Cárdenas wurde 1953 veröffentlicht. Heimo Friedrich und Gordon Douglas Rowley stellten die Art 1974 in die Gattung Echinopsis.
Echinopsis conaconensis ist eng verwandt oder sogar artgleich mit Echinopsis tarijensis.

## Nachweise